# Канал Кельтнера

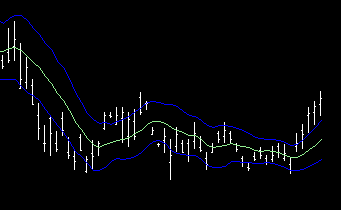
Пример канала Кельтнера.

Канал Кельтнера (англ. Keltner channel) — технический индикатор, состоящих из двух полос над и под скользящей средней ценового показателя, ширина которых определяется как доля от среднего изменения цены за период. Автором данной методики является Честер Кельтнер (англ. Chester W. Keltner; (1909—1998)), опубликовавший её в своей книге «Как делать деньги на биржевых товарах» (англ. How To Make Money in Commodities) в 1960 году.

## Методика построения

### Оригинальная методика
По оригинальной методике в качестве ценового показателя берётся типичная цена (англ. typical price), которая вычисляется по следующей формуле:
{\displaystyle {\text{Typical Price}}_{t}={\frac {high_{t}+low_{t}+close_{t}}{3}},}
где {\displaystyle {\text{Typical Price}}_{t}} — типичная цена, {\displaystyle high_{t}} — максимальная цена, {\displaystyle low_{t}} — минимальная цена, {\displaystyle close_{t}} — цена закрытия рассматриваемого периода {\displaystyle t}.
Средняя линия индикатора является простой скользящей средней от типичной цены.
Верхняя и нижняя линии индикатора отстоят от средней линии на величину, равную простому скользящему среднему дневного торгового диапазона (англ. trading range — разности между максимальной и минимальной ценой торгов за период):
{\displaystyle {\text{Trading Range}}_{t}=high_{t}-low_{t}.}
В оригинальной методике в качестве сглаживающих линий для всех показателей применяются 10-периодные скользящие средние:
{\displaystyle {\text{Up Line}}_{t}={\text{SMA}}_{10}({\text{Typical Price}}_{t})+{\text{SMA}}_{10}({\text{Trading Range}}_{t});}
{\displaystyle {\text{Down Line}}_{t}={\text{SMA}}_{10}({\text{Typical Price}}_{t})-{\text{SMA}}_{10}({\text{Trading Range}}_{t}).}

### Модифицированная методика
Канал Кельтнера подвергался широким исследованиям и модификациям, в частности Линда Брэдфорд Рашке в качестве сглаживающей линии рекомендовала использовать экспоненциальную скользящую среднюю, а в качестве ширины полос — средний истинный интервал (ATR; англ. average true range):
{\displaystyle {\textit {TrueRange}}_{t}={\textit {max}}({\textit {high}}_{t}-{\textit {low}}_{t},{\textit {high}}_{t}-{\textit {close}}_{t-1},{\textit {close}}_{t-1}-{\textit {low}}_{t})={\textit {max}}({\textit {high}}_{t},{\textit {close}}_{t-1})-{\textit {min}}({\textit {low}}_{t},{\textit {close}}_{t-1}),}
где {\displaystyle {\textit {TrueRange}}_{t}} — истинный интервал текущего периода, {\displaystyle {\textit {high}}_{t}} — максимальная цена текущего периода, {\displaystyle {\textit {low}}_{t}} — минимальная цена текущего периода, {\displaystyle {\textit {close}}_{t-1}} — цена закрытия предыдущего периода.
Роберт Колби рекомендует в качестве цены брать закрытие бара и использовать канал Кельтнера в модификации Линды Брэдфорд Рашке совместно с долгосрочным фильтром экспоненциальной скользящей средней.
Торгуя длинные позиции по сигналам канала Кельтнера только в случае, если цена находится выше долгосрочной экспоненциальной скользящей средней и только короткие, если ниже.

## Торговые стратегии

### Оригинальная методика
В оригинальной методике считается, что пересечение ценовым показателем (максимальной ценой, или, в модификациях, на выбор: ценой закрытия или типичной ценой) верхней линии является сигналом к открытию длинной позиции и нижней (минимальной ценой, или на выбор: ценой закрытия или типичной ценой) — короткой.

### Модифицированная методика с применением фильтра
По модифицированной методике, рекомендуемой Робертом Колби следует:
- Открывать длинную позицию (купить), когда цена закрытия текущего дня меньше разности 4-дневной цены закрытия на предыдущий день и 77% от среднего истинного интервала предыдущего дня, причём цена закрытия должна быть выше своей 274-дневной экспоненциальной скользящей средней.
- Закрыть длинную позицию (продать), когда цена закрытия текущего дня больше суммы 4-дневной цены закрытия на предыдущий день и 77% от среднего истинного интервала предыдущего дня, причём цена закрытия должна быть ниже своей 274-дневной экспоненциальной скользящей средней.

Для коротких позиций автор рекомендует зеркальное описание.

### Правило малых трендов Кельтнера
Наиболее простым способом следования за трендом является правило малых трендов Кельтнера:
- Покупать, если максимальная цена текущего периода поднимается выше максимальной цены предыдущего периода на определённую величину.
- Продавать, если минимальная цена текущего периода опускается ниже минимальной цены предыдущего периода на ту же величину.

В идеальных условиях такая стратегия показывает хорошие результаты, однако, в реальных условиях она чревата убытками, так как генерирует множество сделок, что может привести к значительным суммарным расходам на транзакции.

## Связь с другими индикаторами
Канал Кельтнера эксплуатирует ту же идею, что и «конверты» скользящей средней и линии Боллинджера, но в каждом из этих случаев применяются уникальные методики определения ширины полос и, в общем случае, стратегии не коррелируются.